# All Together Now Kids
All Together Now Kids è stato un programma televisivo italiano di genere game show, musicale e talent show, andato in onda in prima serata su Canale 5 il 25 dicembre 2021 con la conduzione di Michelle Hunziker, affiancata da quattro artisti che formano la giuria: J-Ax, Anna Tatangelo, Rita Pavone e Francesco Renga.

## Il programma
Analogamente alla versione classica, ogni concorrente si esibisce davanti a un muro con una giuria di cento artisti (denominato il muro umano, posto su una scenografia alta otto metri), con lo scopo di far alzare in piedi il maggior numero di giudici, coinvolgendoli durante la performance. In base al punteggio, i concorrenti poi si posizionano sul podio. I concorrenti si esibiranno interpretando grandi successi della musica italiana e internazionale e tutte le esibizioni saranno commentate e valutate dal muro e dalla giuria di esperti composta da J-Ax, Anna Tatangelo, Rita Pavone e Francesco Renga.
Uniche differenze con la versione madre sono l'età dei concorrenti, compresa tra i 6 anni e i 12 anni, e il premio in palio, ovvero un buono spesa, conferito alla fine di ogni performance, utile all'acquisto di prodotti che li aiuteranno nella loro formazione culturale.

## Edizioni
| Edizione | Anno | Conduzione        | Periodo          | Periodo          | Puntate | Giuria | Giuria         | Giuria      | Giuria          | Concorrenti | Studio                | Premio                                                   | Premio           | Vincitore             |
| Edizione | Anno | Conduzione        | Inizio           | Fine             | Puntate | Giuria | Giuria         | Giuria      | Giuria          | Concorrenti | Studio                | Per tutti i concorrenti                                  | Per il vincitore | Vincitore             |
| -------- | ---- | ----------------- | ---------------- | ---------------- | ------- | ------ | -------------- | ----------- | --------------- | ----------- | --------------------- | -------------------------------------------------------- | ---------------- | --------------------- |
| 1ª       | 2021 | Michelle Hunziker | 25 dicembre 2021 | 25 dicembre 2021 | 1       | J-Ax   | Anna Tatangelo | Rita Pavone | Francesco Renga | 15          | Studio 5 Voxson, Roma | Buono spesa per prodotti utili alla formazione culturale | Trofeo           | Carlo Antonio Fortino |

## Concorrenti

### Prima edizione (2021)
La prima edizione di All Together Now Kids è andata in onda il 25 dicembre 2021 in prima serata su Canale 5, dallo studio 5 Voxson di Roma, con la conduzione di Michelle Hunziker, affiancata da quattro artisti che formano la giuria: J-Ax, Anna Tatangelo, Rita Pavone e Francesco Renga.
L'edizione è stata vinta da Carlo Antonio Fortino, che oltre ad aver ricevuto il buono spesa ha vinto anche il trofeo.
| Concorrente              | Età     | Luogo di nascita                 | Stato           |
| ------------------------ | ------- | -------------------------------- | --------------- |
| Carlo Antonio Fortino    | 6 anni  | Montalto Uffugo                  | Vincitore       |
| Massimo Cerni            | 11 anni | Cerveteri                        | Super finalista |
| Zac Efren Bunnao Domingo | 12 anni | Torino                           | Super finalista |
| Marta Viola              | 12 anni | Chieri                           | Super finalista |
| Emanuela Daidone         | 8 anni  | Partinico                        | Finalista       |
| Justin Pellecchia        | 11 anni | Napoli                           | Finalista       |
| Teresa Morici            | 9 anni  | Lucca                            | Finalista       |
| Gabriele Tonti           | 7 anni  | Sabaudia                         | Finalista       |
| Victoria Cosentino       | 9 anni  | Sant'Andrea Apostolo dello Ionio | Finalista       |
| Luna Massari             | 8 anni  | Ragusa                           | Finalista       |
| Sveva Zalli              | 10 anni | Montelupo Fiorentino             | Finalista       |
| Samuele Baglivo          | 8 anni  | Cutrofiano                       | Finalista       |
| Anna Stelli              | 12 anni | Vecchiano                        | Finalista       |
| Margherita Mirra         | 9 anni  | Pioltello                        | Finalista       |
| Samuele Paolo Abbondante | 9 anni  | San Potito Ultra                 | Finalista       |

## Ascolti
| Edizione | Rete televisiva | Anno | Stagione | Programmazione | Programmazione | Programmazione | Programmazione | Programmazione | Programmazione | Programmazione | Collocazione | Telespettatori | Share  |
| Edizione | Rete televisiva | Anno | Stagione | L              | M              | M              | G              | V              | S              | D              | Collocazione | Telespettatori | Share  |
| -------- | --------------- | ---- | -------- | -------------- | -------------- | -------------- | -------------- | -------------- | -------------- | -------------- | ------------ | -------------- | ------ |
| 1ª       | Canale 5        | 2021 | inverno  |                |                |                |                |                |                |                | Prima serata | 2 259 000      | 13,50% |